# Œuf Napoléonien
L'œuf Napoléonien, parfois appelé œuf impérial Napoléonien, est un œuf de Fabergé, l'un d'une série de cinquante-deux œufs ornés de bijoux fabriqués sous la supervision du joaillier russe Pierre-Karl Fabergé. Il a été créé en 1912 pour le dernier tsar de Russie Nicolas II en cadeau à sa mère l'impératrice douairière Maria Fiodorovna. L'œuf fait partie de la collection Matilda Geddings Gray de Fabergé et est actuellement une installation à long terme au Metropolitan Museum of Art de New York .

## Conception
La conception de l'œuf commémore le centenaire de la bataille de Borodino lors de l'invasion de la Russie par Napoléon en 1812. L'œuf Napoléonien est l'un des deux seuls œufs impériaux dont les dessins de conception ont été trouvés, l'autre étant l'œuf Standart Yacht de 1907 .
L'œuf est fabriqué en or jaune, avec des panneaux d'émeraude, de rubis et de diamants sur son extérieur. L'intérieur de l'œuf est tapissé de satin et de velours. L'œuf a encore sa "surprise", un paravent miniature à six panneaux représentant à l'aquarelle six régiments dont Maria Fiodorovna était colonel honoraire. Chaque panneau porte au revers le monogramme royal de l'impératrice douairière. L'écran lui-même est fait d'émeraudes vertes translucides, de diamants taillés en rose et d'émail blanc. Les charnières de l'écran sont des faisceaux surmontés d'une hache .

## Histoire
L'œuf Napoléonien a été offert à l'impératrice douairière par Nicolas II en 1912. L'œuf a été saisi par les gouvernements post-révolutionnaires russes et a été vendu en 1930 avec dix autres œufs aux Hammer Galleries de New York. Il a été vendu à un collectionneur privé en 1937, où il est resté jusqu'à ce qu'il soit vendu en 1951 à Matilda Gray. Après sa mort en 1971, l'œuf est passé à la Matilda Geddings Grey Foundation, et en 1972, l'œuf a commencé à être exposé au Musée d'Art de la Nouvelle-Orléans . De 2007 à 2011, le Cheekwood Botanical Garden and Museum of Art à Nashville a été sélectionné pour abriter la collection. En 2011, la collection a déménagé pour devenir une installation à long terme au Metropolitan Museum of Art de New York.